# Ringo Herrig
Ringo Herrig (* 16. September 1975 in Dresden) ist ein ehemaliger deutscher Fußballspieler in der Innenverteidigung. Er spielte für Energie Cottbus in der 2. Fußball-Bundesliga.

## Karriere
Herrig spielte in seiner Jugend bei der TSG Wieseck und beim VfB 1900 Gießen. Anschließend war er bei den Jugendmannschaften von Eintracht Frankfurt, VfB Stuttgart und den FC Schalke 04 aktiv. Bei Borussia Dortmund schaffte er es bis in die zweite Mannschaft, bevor er 1993 zu Dynamo Dresden wechselte. Dort spielte Herrig gelegentlich in der ersten Mannschaft in der Regionalliga Nordost. 1997 verpflichtete ihn der FC Energie Cottbus. Bis zu seinem Karriereende 1999 absolvierte er 22 Spiele in der 2. Fußball-Bundesliga.